# 中四国テックランド
株式会社中四国テックランド（ちゅうしこくテックランド）は、かつて存在した家電店運営会社。ヤマダ電機（現・ヤマダホールディングス）の完全子会社であった。

## 概説
2005年11月1日に、株式会社ヤマダ電機（55%）、株式会社マルナカ（25%）、株式会社ダイナマイトコーポレーション（20%）の共同出資により設立された。ヤマダ電機が、中四国テックランドを通じてダイナマイトコーポレーションとフランチャイズ契約を結び、既存のダイナマイトの店舗を中四国テックランドとして転換させた。後に、ダイナマイトコーポレーションの持株のうち発行済み株式の15%については、ヤマダ電機に譲渡されたため、ヤマダ電機の出資比率は70%になった。
2008年10月15日に、ヤマダ電機が残りの株式30%すべてを取得し、完全子会社とした。2009年5月25日にヤマダ電機本社に吸収合併される予定になったが、事業の位置づけなどの見直しが行われ、同年5月23日に中止が発表された。その後、2010年9月1日に、同じヤマダ電機子会社のダイクマに吸収合併され、解散した。
本社はヤマダ電機本社内（群馬県高崎市栄町1番1号）にあった。
なお、マルナカとは新たに株式会社デンキランドという合弁会社を立ち上げているが、中四国テックランドの時と違ってマルナカの出資比率が大きいため、ヤマダ電機ではグループ会社に数えていなかった。デンキランドは2011年のマルナカのイオングループ入りに伴い、2012年に事業を終息させており、現在は清算済みである。

## 運営店舗
2007年7月現在、中四国テックランドとして営業していたヤマダ電機の店舗は、以下の店舗である。高知須崎店・西予店・美作店以外は、既存のダイナマイトの店舗を1ヶ月ほどかけてテックランドに改装したが、高知須崎店は国道56号須崎道路沿いに店舗を新設した。須崎市にはダイナマイト須崎店があったが、テックランドの開店にあわせて閉店している。また、西予店開店に伴いダイナマイト八幡浜店と大洲店が閉店した。ダイクマに吸収されてからは各店舗から「中四国テックランド」の文字が削除された。
- テックランド宇多津本店（旧ダイナマイト宇多津本店） - 香川県
- テックランド高知旭店（旧ダイナマイト高知本店） - 高知県
- テックランド高知佐川店（旧ダイナマイト佐川店） - 高知県
- テックランド高知土佐店（旧ダイナマイト土佐店） - 高知県
- テックランド高知四万十店（旧ダイナマイト中村店） - 高知県
- テックランド高知安芸店（旧ダイナマイト安芸店） - 高知県
- テックランド高知須崎店 - 高知県
- テックランド西予店 - 愛媛県
- テックランド美作店 - 岡山県